# Corpus Platonicum
Corpus Platonicum (dobesedno Platonov zbor) je sistematični pregled Platonovih del, ki ga je opravil Diogenes Laërtius (Διογένης ὁ Λαέρτιος). Le-ta je zbral vsa razpoložljiva dela, katera avtorstvo so pripisovali Platonu, jih pregledal in izločil vsa nepristna dela. Preostala dela je nato razvrstil glede na vsebino na devet delov, devet tetralogij. 
Poznejše pregledovanje in raziskovanje (besedilna kritika) so pokazale, da je tudi nekaj vključenih del sumljivega izvora, a vseeno to obstaja najboljši pregled Platonovih del.

## Corpus Platonicum

### 1. tetralogija
- Evtifron (o pobožnosti)
- Apologija (Sokratov zagor)
- Kriton (o poslušnosti zakonov)
- Fajdon (o duši)

### 2. tetralogija
- Kratil (o pravilnosti imen, etimološki)
- Teajtet (o znanosti)
- Sofist
- Politik

### 3. tetralogija
- Parmenid (o enem)
- Fileb (o užitku)
- Simpozij (o ljubezni)
- Faídros (o erosu, blaznosti)

### 4. tetralogija
- Alkibiad Prvi (o človekovi naravi)
- Alkibiad Drugi (o molitvi)
- Hiparh (o dobičkoželjnosti)
- Tekmeca v ljubezni (o filozofiji)

### 5. tetralogija
- Teag (o modrosti)
- Harmid (o razumnosti)
- Lahes (o hrabrosti)
- Lizis (o prijateljstvu in ljubezni)

### 6. tetralogija
- Evtidem (o razpravljanju)
- Protagora (o vzgoji)
- Gorgija (o retoriki in politiki)
- Menon (o vrlini)

### 7. tetralogija
- Hipija Večji (o lepem)
- Hipija Manjši (o zmoti)
- Ion (o Iliadi)
- Meneksen (pogrebni govor)

### 8. tetralogija
- Klejtofont (nagovor k filozofiji)
- Država (o pravičnosti)
- Timaj (ontološki)
- Kritija (o Atlantidi)

### 9. tetralogija
- Minos (o zakonu)
- Zakoni
- Epinomis
- Pisma